# Zahradiště
Zahradiště (německy Zahradist) je malá vesnice, část městyse Radostín nad Oslavou v okrese Žďár nad Sázavou. Nachází se asi 3 km na jihozápad od Radostína nad Oslavou. Prochází zde silnice II/354. V roce 2009 zde bylo evidováno 40 adres. V roce 2001 zde trvale žilo 41 obyvatel. Žije zde 28 obyvatel.
Zahradiště je také název katastrálního území o rozloze 12,71 km2.

## Pamětihodnosti
- Zámek Zahradiště